# War (schwedische Band)
War, später Total War, war eine schwedische Black-Metal-Band, deren Besetzung sich aus Mitgliedern in der Metal-Szene bekannter Bands zusammensetzt und daher als „Supergroup“ bezeichnet werden kann.

## Geschichte
War wurde 1995 gegründet. Die Idee zur Gründung kam auf, als Tony „IT“ Särkkä, David „Blackmoon“ Parland (Ex-Dark Funeral, Ex-Necrophobic) und Peter Tägtgren nach den Aufnahmen zum Abruptum-Album Vi sonus veris nigrae malitiaes in Tägtgrens Abyss Studio eine Diskussion u. a. über die Szene, den Mord an Øystein „Euronymous“ Aarseth und die von IT gegründete True Satanist Horde, einen Zusammenschluss von Angehörigen der schwedischen Black-Metal-Szene. Im Laufe des Gesprächs kam die Idee auf, ein Album aufzunehmen und sämtliche Einnahmen der True Satanist Horde zukommen zu lassen. Diskutiert wurde auch, die Einnahmen zu nutzen, um Varg Vikernes, der Euronymous ermordet hatte, durch im selben Gefängnis sitzende Bekannte töten zu lassen; IT war mit Euronymous befreundet gewesen und hatte zu der Zeit mehrmals geäußert, Vikernes tot sehen zu wollen.
Die Band sollte sich von damals entstehenden Black-Metal-Bands mit theatralischen Elementen, Keyboards, weiblichem Gesang und Texten über Trolle abgrenzen. Von ebendiesen Bands unterschied sich War durch primitiven Black Metal mit Texten hauptsächlich über Satan und Krieg; nach Einschätzung von Christian Dornbusch und Hans-Peter Killguss scheint „der satanisch verbrämte Krieg und die ›totale Vernichtung‹ eher dem Versuch zu entspringen, mit einem antibürgerlichen Gestus alle moralischen Konventionen zu verletzten“ [sic!].
Für Kontroversen sorgte das Lied I Am Elite mit den rassistischen Textzeilen „Stand aside for the superior race. You are nothing but worms“ (‚Tretet zur Seite für die überlegene Rasse. Ihr seid nichts als Würmer‘) und „Niggers and kikes, stay away“ (‚Nigger und Itzigs, bleibt fern‘). Der Text wurde von IT geschrieben; IT ist allerdings teils indianischer Abstammung und Blackmoon distanzierte sich „deutlich von jeglichen politischen Interpretationen“ und erklärte, er stehe hinter allem, was das Lied aussage; es gehe dabei um das Christentum gegen die satanische Seite, die mit der Bezeichnung „Herrenrasse“ gemeint sei. Er sei kein Rassist; er hasse jeden unabhängig von seiner Rasse und habe kein Problem, es auf diese Weise auszudrücken. Das Lied sei im Studio entstanden, und die Band habe überlegt, es zu überspielen, und letztlich gedacht, niemand würde verstehen, was gesungen wurde. Die Band hätte es nicht getan, wenn sie die Reaktionen hätte voraussehen können.
Wenngleich die Gründung der Band 1995 beschlossen wurde, erschien die EP Total War mit IT und Blackmoon an den Gitarren, Peter Tägtgren von Hypocrisy am Schlagzeug, Mikael Hedlund (ebenfalls von Hypocrisy) am Bass und Jim „All“ Berger von Abruptum, Ophthalamia und Vondur am Gesang erst 1997. Ebenso wie die späteren Veröffentlichungen kam sie auf Necropolis Records heraus.
1998 erschien die Bathory-Tribut-Kompilation In Conspiracy with Satan – A Tribute to Bathory, zu der die Band das Stück War beisteuerte.
1999 nahmen War das Album We Are War auf, diesmal mit All am Gesang, Blackmoon an der Gitarre, David „Impious“ Larsson von In Aeternum am Bass und Lars Szöke, einem weiteren Hypocrisy-Mitglied, am Schlagzeug und an der Gitarre. IT hatte zuvor der Black-Metal-Szene vollständig den Rücken gekehrt.
2001 wurde die Band, die ihren Namen ablegen musste, da es bereits eine Band gleichen Namens gab, aufgrund interner Streitigkeiten auf Eis gelegt. Zuvor wurde jedoch unter dem neuen Namen Total War die CD We Are…Total War veröffentlicht, auf der sich Stücke beider Veröffentlichungen befanden.

## Diskografie
- 1997: Total War (EP; Necropolis Records)
- 1998: War auf In Conspiracy with Satan – A Tribute to Bathory (No Fashion Records, Hellspawn Records)
- 1999: We Are War (Album; Necropolis Records)
- 2001: We Are…Total War (Best-of, als Total War; Necropolis Records)